# Кейро (Джорджія)
Кейро (англ. Cairo) — місто (англ. city) в США, в окрузі Грейді штату Джорджія. Населення — 10 179 осіб (2020). Окружний центр округу Грейді.

## Географія
Кейро розташоване за координатами 30°52′45″ пн. ш. 84°12′18″ зх. д. / 30.87917° пн. ш. 84.20500° зх. д. (30.879251, -84.204924).  За даними Бюро перепису населення США в 2010 році місто мало площу 25,44 км², з яких 25,09 км² — суходіл та 0,35 км² — водойми.

### Клімат
| Клімат : Кейро        | Клімат : Кейро | Клімат : Кейро | Клімат : Кейро | Клімат : Кейро | Клімат : Кейро | Клімат : Кейро | Клімат : Кейро | Клімат : Кейро | Клімат : Кейро | Клімат : Кейро | Клімат : Кейро | Клімат : Кейро | Клімат : Кейро |
| Показник              | Січ.           | Лют.           | Бер.           | Квіт.          | Трав.          | Черв.          | Лип.           | Серп.          | Вер.           | Жовт.          | Лист.          | Груд.          | Рік            |
| Середній максимум, °C | 17,8           | 18,9           | 22,8           | 26,7           | 30,0           | 32,2           | 32,8           | 32,8           | 30,6           | 27,2           | 21,7           | 18,3           | 26,1           |
| Середній мінімум, °C  | 5,6            | 5,6            | 8,9            | 12,8           | 16,7           | 20,0           | 21,1           | 21,1           | 19,4           | 13,9           | 7,8            | 5,6            | 13,3           |
| Норма опадів, мм      | 99             | 104            | 135            | 99             | 86             | 140            | 163            | 142            | 112            | 64             | 66             | 89             | 1300           |
| --------------------- | -------------- | -------------- | -------------- | -------------- | -------------- | -------------- | -------------- | -------------- | -------------- | -------------- | -------------- | -------------- | -------------- |
| Джерело: Weatherbase  |                |                |                |                |                |                |                |                |                |                |                |                |                |

## Демографія
Згідно з переписом 2010 року, у місті мешкало 9607 осіб у 3604 домогосподарствах у складі 2434 родин. Густота населення становила 378 осіб/км².  Було 4032 помешкання (159/км²).
Расовий склад населення:
| - 48,2 % — чорних або афроамериканців - 40,5 % — білих - 0,7 % — азіатів - 0,6 % — корінних американців - 0,1 % — вихідців з тихоокеанських островів - 7,8 % — осіб інших рас |

До двох чи більше рас належало 2,1 %. Частка іспаномовних становила 14,4 % від усіх жителів.
За віковим діапазоном населення розподілялося таким чином: 27,0 % — особи молодші 18 років, 59,4 % — особи у віці 18—64 років, 13,6 % — особи у віці 65 років та старші. Медіана віку мешканця становила 34,5 року. На 100 осіб жіночої статі у місті припадало 89,1 чоловіків;  на 100 жінок у віці від 18 років та старших — 86,8 чоловіків також старших 18 років.
Середній дохід на одне домашнє господарство  становив 41 268 доларів США (медіана — 25 459), а середній дохід на одну сім'ю — 44 656 доларів (медіана — 28 792). Медіана доходів становила 26 435 доларів для чоловіків та 24 618 доларів для жінок. За межею бідності перебувало 42,6 % осіб, у тому числі 73,2 % дітей у віці до 18 років та 14,9 % осіб у віці 65 років та старших.
Цивільне працевлаштоване населення становило 3097 осіб. Основні галузі зайнятості: освіта, охорона здоров'я та соціальна допомога — 24,3 %, роздрібна торгівля — 11,9 %, виробництво — 11,9 %.